# 田中克佳
田中 克佳（たなか かつよし、1939年10月27日 - 2011年2月18日）は、日本の教育学者、教育史学者。慶應義塾大学名誉教授、元田園調布学園大学教授。江戸っ子に関する研究で知られる。長崎県長崎市出身。

## 経歴
1939年生まれ。慶應義塾大学文学部卒業後、同大学大学院社会学研究科教育学専攻博士課程修了。1968年慶應義塾大学文学部助手、1972年助教授を経て、1984年教授。同大学退職後は田園調布学園大学でも教鞭を執った。

## 著書

### 共著
- 沼野一男、田中克佳、白石克己、米山光儀、松本憲『教育の原理』学文社、2010年。ISBN 978-4762020810

### 編著
- 田中克佳編著『教育史―古代から現代までの西洋と日本を概説』川島書店、1987年。ISBN 978-4761003616
- 田中克佳編著『「教育」を問う教育学―教育への視角とアプローチ』慶應義塾大学出版会、2006年。ISBN 978-4766412536

### 共訳
- バラス・スキナー『教授工学』東洋館出版社、1969年。
- モートン・ホワイト『アメリカの科学と情念―アメリカ哲学思想史』学文社、1982年。ISBN 978-4762000119
- ジャック・シャロン『死と西洋思想』行人社、1999年。ISBN 978-4905978459

## 論文
- 「「学制」発布以前における福沢の学校論」『慶應義塾大学大学院社会学研究科紀要』5、慶應義塾大学大学院社会学研究科、1965年。
- 「「阿蘭陀通詞」の語学学習について―洋学教育史研究のために(上)」『慶應義塾大学大学院社会学研究科紀要』8、慶應義塾大学大学院社会学研究科、1968年。
- 「「阿蘭陀通詞」の語学学習について―洋学教育史研究のために(中)」『慶應義塾大学大学院社会学研究科紀要』10、慶應義塾大学大学院社会学研究科、1970年。
- 「「阿蘭陀通詞」の語学学習について―洋学教育史研究のために(下)」『慶應義塾大学大学院社会学研究科紀要』11、慶應義塾大学大学院社会学研究科、1971年。
- 「明治三・四十年代の社会と教育：天皇制の動搖と再統合をめぐって」『慶應義塾大学大学院社会学研究科紀要』14、慶應義塾大学大学院社会学研究科、1974年。
- 「西洋教育思想の移入と実践・小史―明治日本における」『慶應義塾大学大学院社会学研究科紀要』15、慶應義塾大学大学院社会学研究科、1975年。
- （伊藤暁と共同）「いわゆる「教育の政治化論争」について」『哲学』66、日本哲学会、1977年。
- 「寺小屋の読み書き教育」『言語生活』309、筑摩書房、1977年。
- 「人ノ人タル人ハ人ヲ人トス-寺子屋の「しつけ」用教材-」『江戸っ子』23、江戸っ子編集室、1979年。
- 「福澤諭吉の教育論論考」『近代日本研究』2、慶應義塾福沢研究センター、1985年。
- 「「寺子屋」の起源と語源をめぐって」『哲学』91、日本哲学会、1990年。
- 「アルクインのこと(〔英〕Alcuin〔羅〕Alcuinus(Albinus)Flaccus)<735?-804>」『慶應義塾大学大学院社会学研究科紀要』36、慶應義塾大学大学院社会学研究科、1993年。
- 「江戸藩邸内学校の研究(1)」『慶應義塾大学大学院社会学研究科紀要』40、慶應義塾大学大学院社会学研究科、1994年。
- 「江戸藩邸内学校の研究(2)」『慶應義塾大学大学院社会学研究科紀要』41、慶應義塾大学大学院社会学研究科、1995年。
- 「ラバヌス・マウルスのこと(〔羅〕Rabanus Maurus<780?-856>)」『慶應義塾大学大学院社会学研究科紀要』43、慶應義塾大学大学院社会学研究科、1996年。
- 「アルクインとラバヌス・マウルスの影響を維持した人びと」『慶應義塾大学大学院社会学研究科紀要』51、慶應義塾大学大学院社会学研究科、2000年。
- 「都市江戸の成立―一般的背景」『慶應義塾大学大学院社会学研究科紀要』54、慶應義塾大学大学院社会学研究科、2002年。
- 「「江戸っ子」の人間像とその実体」『哲学』109、日本哲学会、2003年。